# Моюшевська-Гута
Моюшевська-Гута (пол. Mojuszewska Huta) — село в Польщі, у гміні Сераковиці Картузького повіту Поморського воєводства.
Населення — 189 осіб (2011).
У 1975-1998 роках село належало до Гданського воєводства.

## Демографія
Демографічна структура станом на 31 березня 2011 року:
|          | Загалом | Допрацездатний вік | Працездатний вік | Постпрацездатний вік |
| -------- | ------- | ------------------ | ---------------- | -------------------- |
| Чоловіки | 95      | 32                 | 57               | 6                    |
| Жінки    | 94      | 25                 | 56               | 13                   |
| Разом    | 189     | 57                 | 113              | 19                   |